# Banana

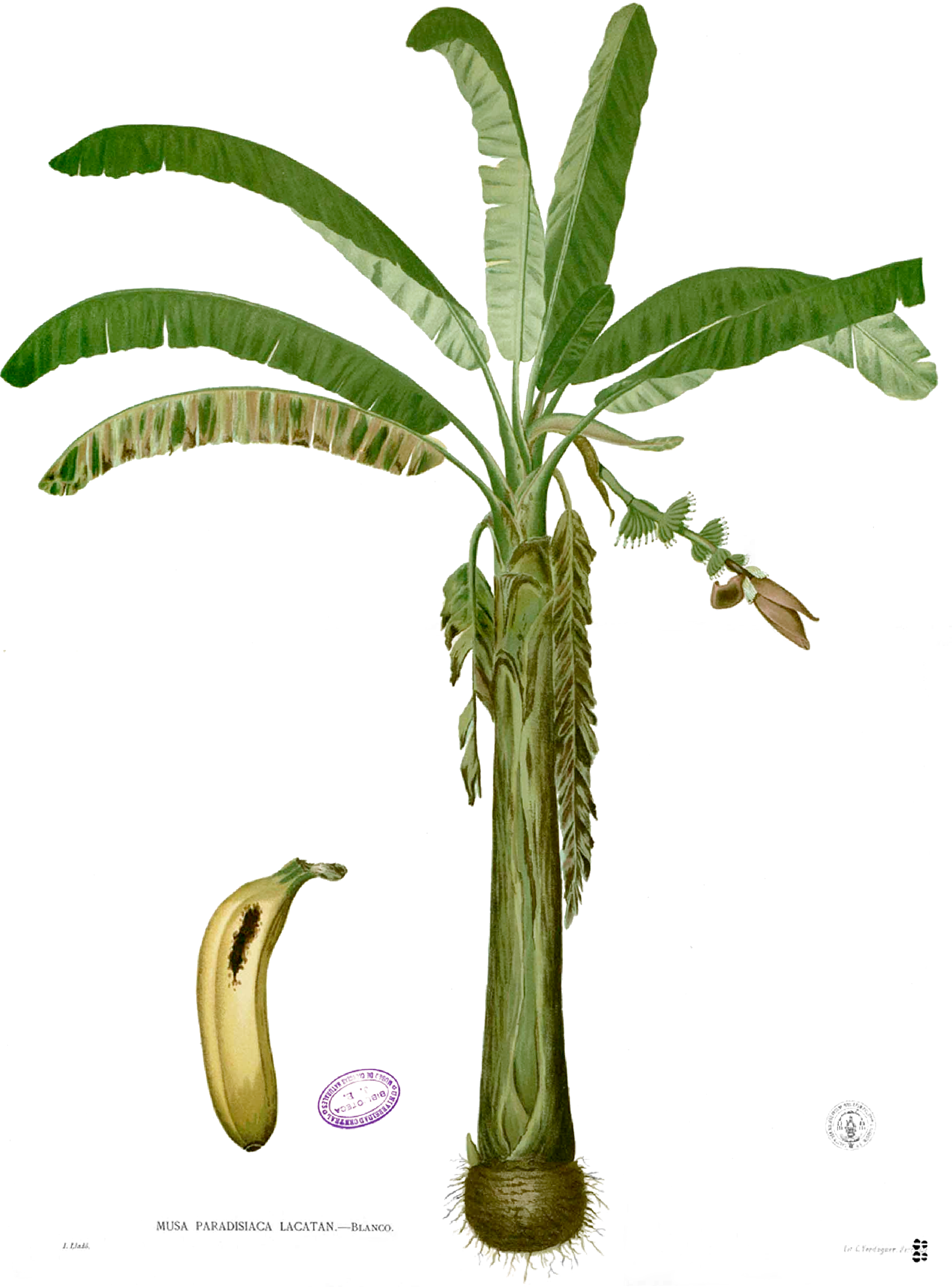
Pianta di banano

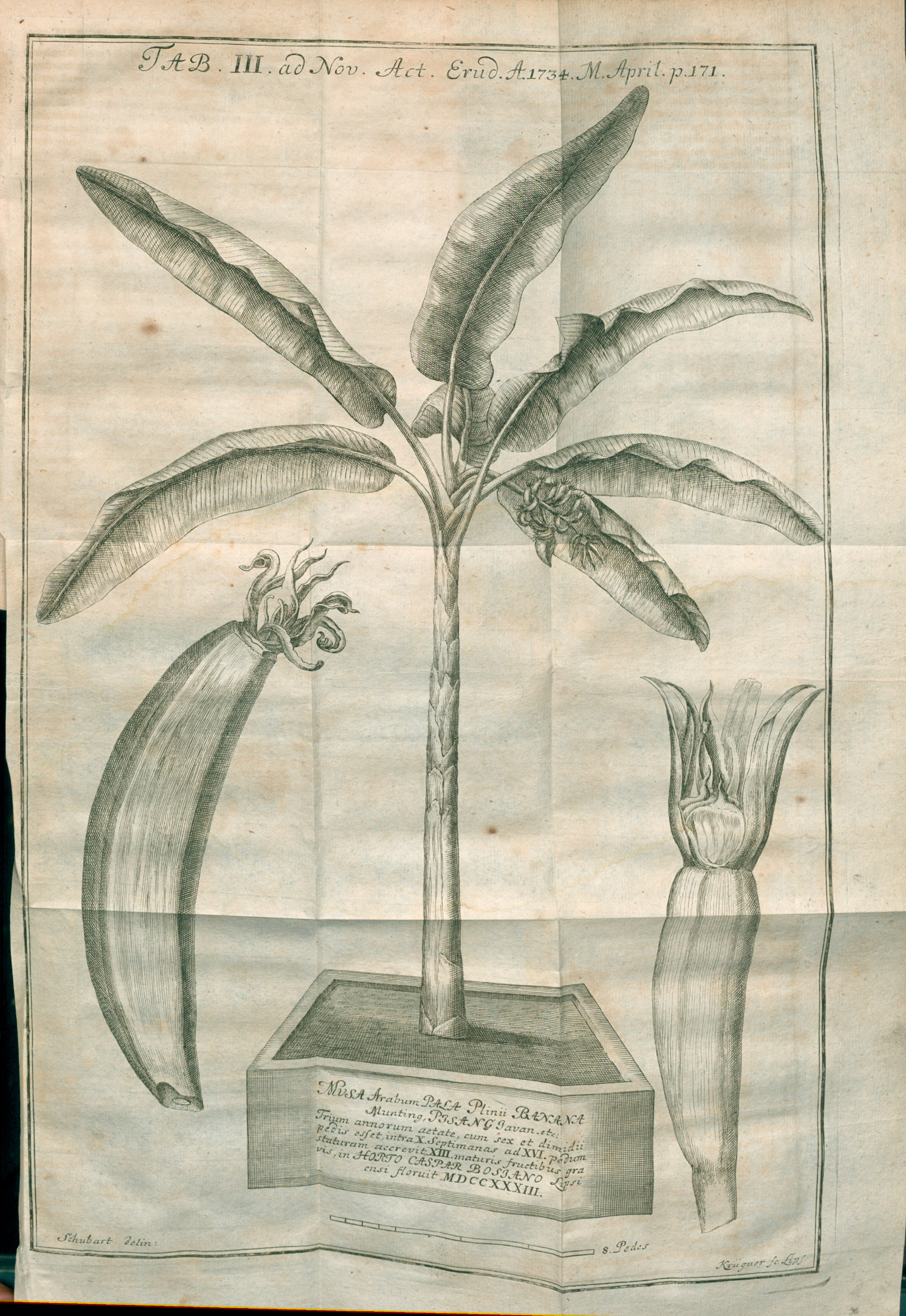
Un'illustrazione dagli Acta Eruditorum del 1734 raffigurante pianta e frutto del banano

La banana è la bacca della pianta del banano, originario dei paesi con clima tropicale nel Sud-est asiatico (Malesia, Indonesia e Filippine), appartenente alla famiglia delle Musaceae. Tale frutto si sviluppa (nella specie e nelle varietà commestibili) in una serie di grappoli. Le banane pesano tipicamente 90-200 g (circa il 20% del peso è da attribuire alla buccia), benché questo peso vari considerevolmente fra le differenti cultivar.
Quasi tutte le moderne banane partenocarpiche utilizzate a scopo alimentare provengono dalle specie Musa acuminata e Musa balbisiana. Il nome scientifico delle banane è Musa acuminata, Musa balbisiana o l'ibrido Musa acuminata × balbisiana, a seconda della costituzione del loro genoma. I vecchi nomi scientifici Musa sapientum e Musa paradisiaca non sono più in uso.
Nella cultura popolare e nel commercio con "banana" di solito si riferisce alle banane utilizzate come frutta, mentre le cultivar di Musa con frutti più duri e ricchi d'amido vengono talvolta chiamate "platani" che si consumano cotti come verdure, un prestito dello spagnolo plátano. Questa distinzione tuttavia è puramente arbitraria; le parole platano e banana sono spesso intercambiabili quando il tipo di frutto è desumibile dal contesto. In Italia possono sopravvivere alcune cultivar di banana. In particolare la cultivar comune di Sicilia è abbastanza rustica in Sicilia, dove riesce a portare a maturazione i frutti. Stessa cosa accade in la Sardegna, dove da anni si coltivano banane.

## Etimologia
Non si conosce con certezza l'etimologia del sostantivo "banana", che secondo alcune fonti potrebbe essere collegabile al termine portoghese del frutto, anche se altri propendono per una lingua dell'Africa occidentale subsahariana, forse dalla parola della lingua wolof banaana.
Intorno al 1516 la pianta di banana fu introdotta dai Portoghesi in America dall'Africa. In quell'occasione la parola entrò a far parte della lingua portoghese e della lingua spagnola. La banana, che al tempo  in Europa esisteva dal XV secolo solo in Sicilia con la Comune di Sicilia, veniva finalmente descritta nel 1601 come "il frutto che profuma di rosa".

## Biologia

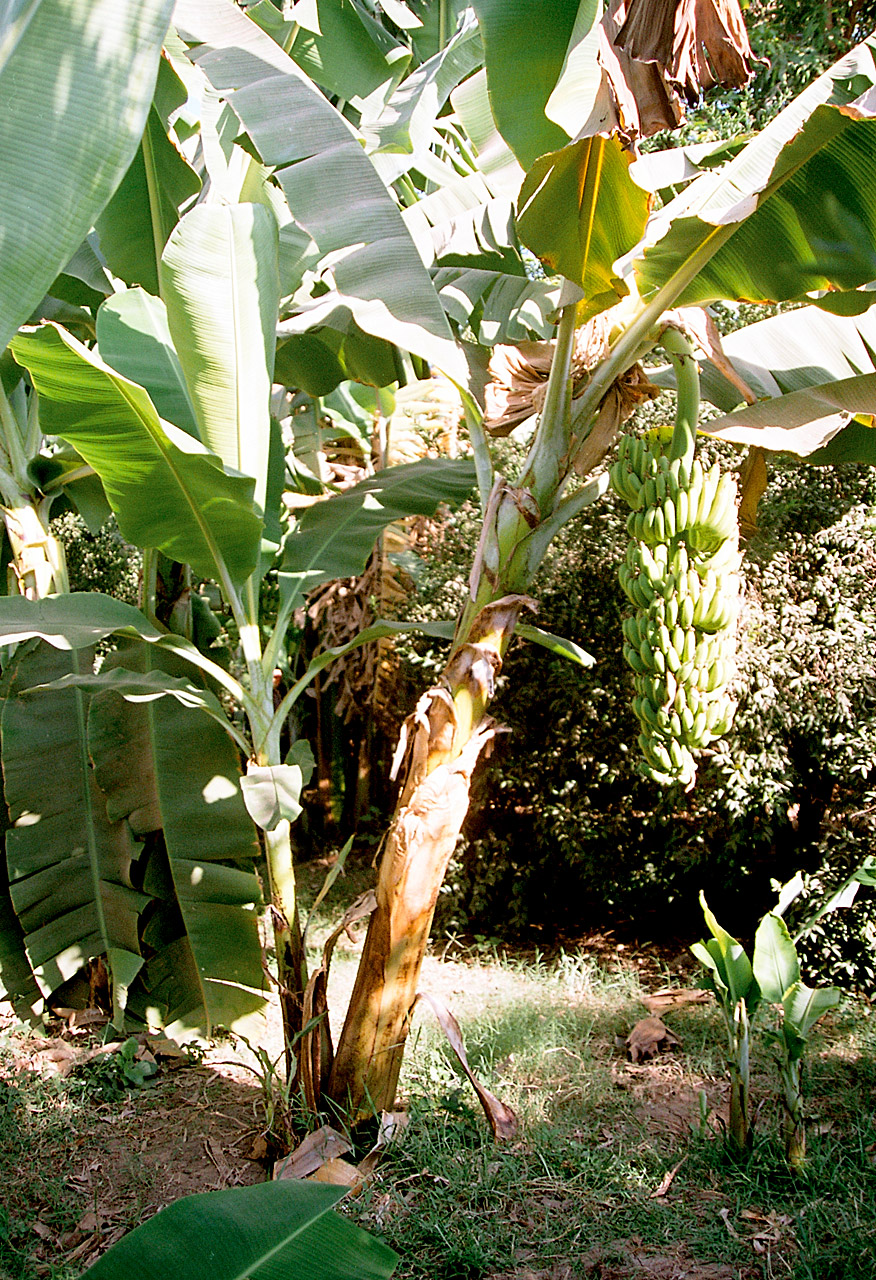
Pianta di banana: si osserva lo pseudofusto che porta un casco, e un pollone

### Descrizione
La pianta di banana è la più grande pianta erbacea dotata di fiore. Le piante sono generalmente alte e robuste e spesso sono scambiate per alberi ma il loro fusto principale è in effetti uno pseudofusto che cresce fino a 6-7 metri a partire da un bulbo-tubero. Ogni pseudofusto può produrre un singolo casco di banane. Dopo la fruttificazione lo pseudofusto muore ma polloni laterali possono svilupparsi. Molte varietà di banane sono perenni.
Le foglie sono disposte a spirale e possono crescere fino a 2,7 metri di lunghezza e 60 centimetri di larghezza. Sono facilmente lacerate dal vento, col risultato di apparire spesso sfrangiate.

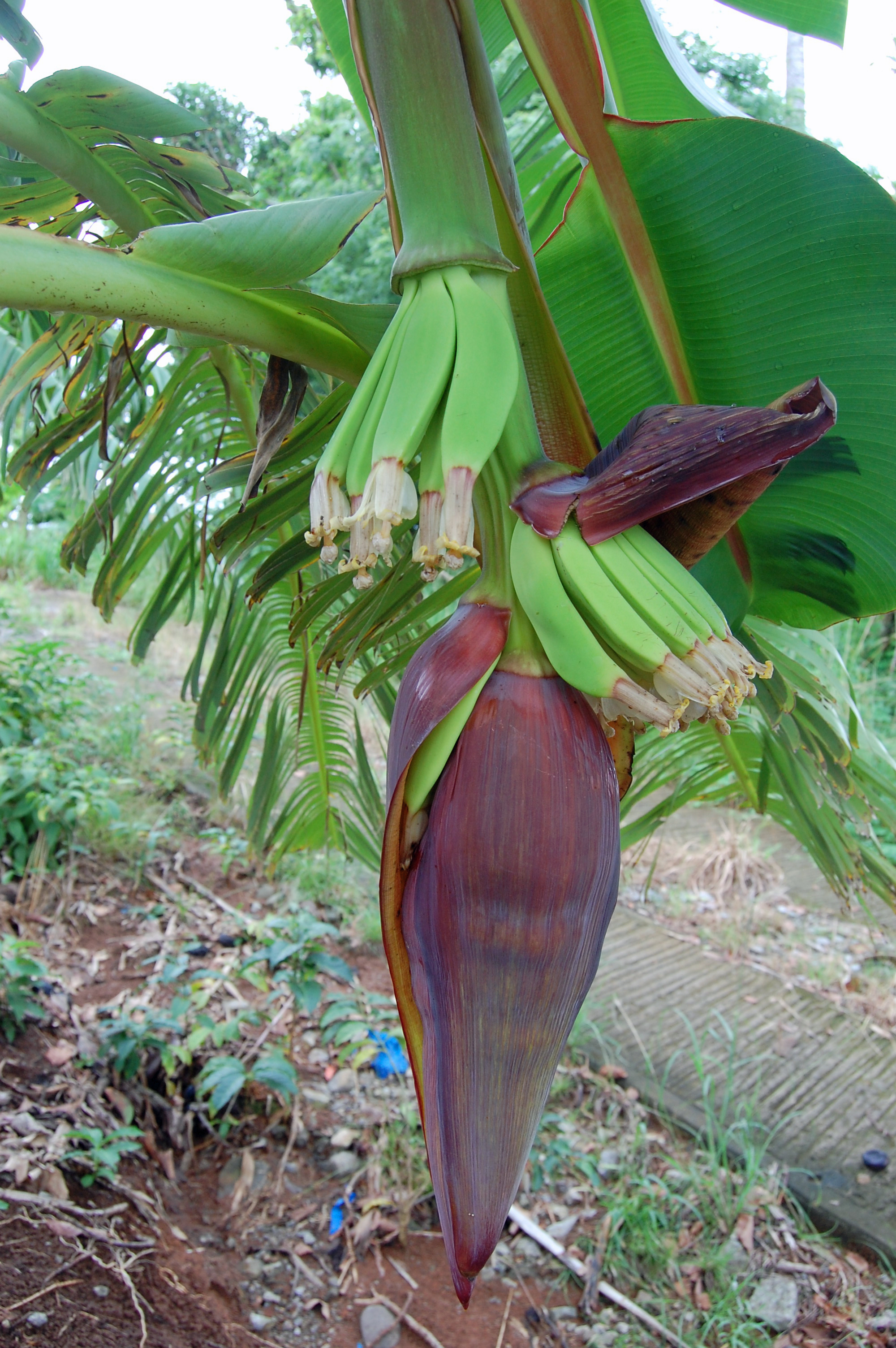
Infiorescenza di banana; si osservano le brattee (rosse) i fiori (gialli) e le future banane (verdi)

Ogni pseudofusto generalmente produce una singola infiorescenza, nota anche come cuore di banana (qualche volta ne vengono prodotte più di una; una pianta eccezionale nelle Filippine ne ha prodotte cinque). L'infiorescenza contiene molte brattee (a volte chiamate scorrettamente petali) tra le proprie file di fiori. I fiori femminili (che possono svilupparsi in frutti) appaiono in file più in alto sul fusto, rispetto a dove spunteranno i fiori maschili. L'ovario è infero, significa quindi che i piccoli petali e le altre parti del fiore sono situate in cima all'ovario.
I frutti di banana si sviluppano dal cuore di banana, in una grande massa pendula, fatta di file di frutti (chiamate mani), con fino a 20 frutti per fila. La massa dei frutti è nota come casco, comprendendo 3–20 mani, e può pesare 30–50 kg. I singoli frutti maturano con il fiore rivolto verso l'alto, non verso il basso.
I frutti singoli di banana (noti anche come banane o dita) pesano in media 125 grammi, dei quali circa il 75% è acqua e il 25% sostanza secca. Sono costituiti da uno strato protettivo esterno (una buccia o pelle) con numerosi lunghi e sottili fili (il floema), che corrono lungo tutta la lunghezza tra la buccia e la parte interna commestibile. La parte interna della comune varietà di banane da dessert si divide facilmente lungo la sua lunghezza in tre parti distinte che corrispondono alle parti interne dei tre carpelli.
Il frutto è stato rappresentato come una bacca cuoiosa. Nelle varietà coltivate i semi sono piccoli fino quasi al punto della non esistenza; i loro resti sono piccoli puntini neri all'interno del frutto.

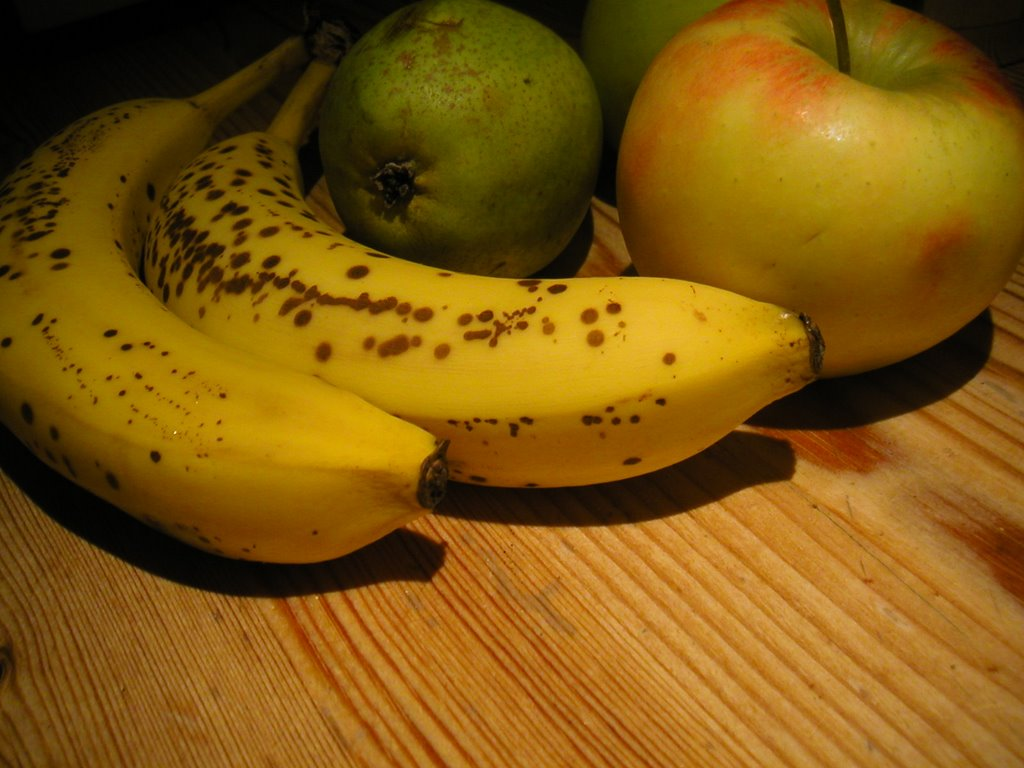
Due banane con pera e mela. Le piccole macchie marroni sulla buccia mostrano che questi due frutti sono a uno stadio perfetto di maturazione e ideali per il consumo.

Il sapore e la struttura di molti tipi di banane sono influenzati dalla temperatura a cui maturano, e dal grado di maturazione: i frutti fatti maturare per più tempo e a temperature maggiori avranno minore consistenza e saranno più dolci rispetto a quelli più acerbi e cresciuti in ambiente più rigido o ventilato, che saranno quindi più turgidi e meno saporiti. Il colore della polpa evolve dal verde verso il giallo e, in avanzato stato di maturazione, tende a manifestare chiazze marroni corrispondenti ad accumuli di zuccheri. Il livello di maturazione è visibile anche dal colore della buccia: tendente al verde nelle banane acerbe, al giallo scuro con piccole chiazze marroni in quelle molto mature, al giallo acceso nelle altre (quelle di maggior diffusione in ambito commerciale).
Le banane maturano generalmente nella stagione primaverile/estiva del luogo in cui si trovano (l'emisfero meridionale). È nota la tendenza di questo frutto a maturare anche dopo essere stato colto dalla pianta: questo processo è dovuto all'emissione di etilene da parte della banana stessa e caratterizza in generale tutti i cosiddetti frutti climaterici (anche se nel caso della banana il fenomeno è particolarmente marcato). Il fenomeno è accelerato dalle temperature elevate, che influiscono sulla maggiore produzione di etilene, dalla ridotta ventilazione e dalla presenza di altri frutti climaterici, quali mele, pomodori o altre banane, nelle vicinanze. In alcuni processi industriali, le banane vengono messe in ambiente non ventilato e a contatto con etilene prodotto artificialmente proprio per velocizzare la maturazione e ottenere così frutti più dolci in minor tempo.
Le banane sono naturalmente lievemente radioattive, più di quanto lo siano generalmente gli altri frutti, a causa del loro alto contenuto di potassio, e di conseguenza del relativamente abbondante contenuto di potassio-40, che si trova naturalmente mischiato col potassio. Qualche volta ci si riferisce alla dose equivalente a una banana di radiazione per far comprendere i livelli di rischio della radioattività.

### Tassonomia

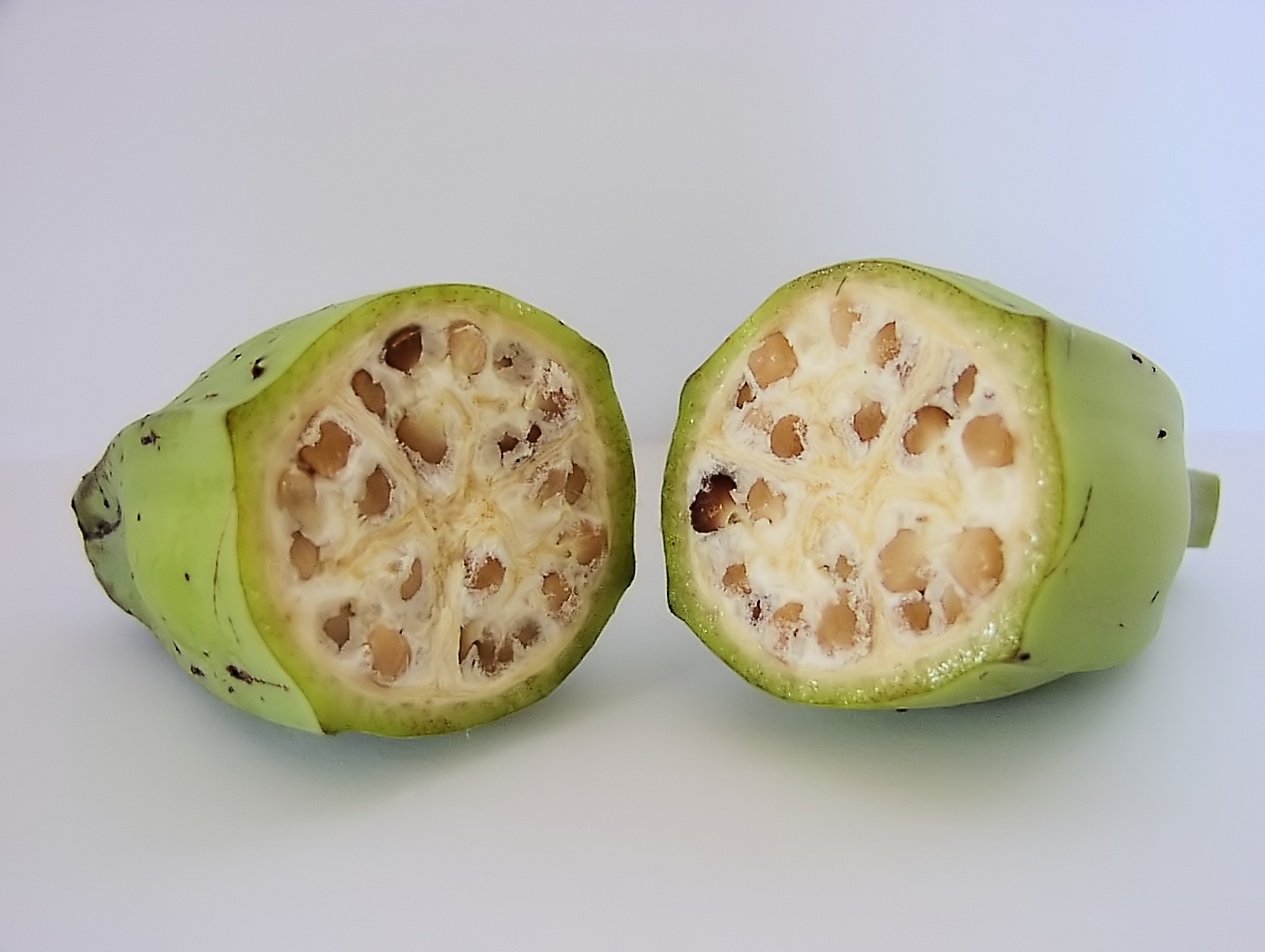
Frutto di banana selvatica: sono visibili i numerosi semi

Il genere Musa è situato nella famiglia delle Musaceae. La classificazione APG II, del 2003 (non modificata rispetto a quella del 1998), assegna le Musaceae all'ordine delle Zingiberales. Il genere contiene molte specie; diverse producono frutti commestibili, mentre altre sono coltivate come piante ornamentali.
La classificazione delle banane è stata a lungo un problema per i tassonomi a causa del modo in cui Linneo originariamente classificò le banane in due specie (basandosi principalmente sulla loro modalità di consumo): Musa sapientum per le banane utilizzate come frutta e Musa paradisiaca per i platani. Comunque questa classificazione semplicistica si è mostrata inadeguata per gestire l'ampio numero di cultivar (gran parte delle quali sinonimi) che esistono nel centro di diversità delle banane, il Sud-est asiatico.
Ernest Cheesman per primo scoprì che Musa sapientum e Musa paradisiaca, descritte da Linneo, erano in effetti cultivar e discendenti di due specie selvatiche dotate di semi, Musa acuminata e Musa balbisiana, entrambe descritte da Luigi Colla. Egli propose l'abolizione delle due specie istituite da Linneo per permettere la riclassificazione delle banane in base a tre cultivar distinte morfologicamente - quelle che mostravano principalmente caratteristiche di Musa balbisiana, quelle che mostravano principalmente le caratteristiche botaniche di Musa acuminata, e quelle con caratteristiche di entrambe.
I ricercatori Norman Simmonds e Ken Shepherd nel 1955 proposero il sistema nomenclaturale basato sul genoma. Questo sistema elimina praticamente tutte le difficoltà e le incoerenze del sistema nomenclaturale basato su Musa sapientum e Musa paradisiaca. Nonostante questo, Musa paradisiaca è riconosciuto da alcuni ricercatori, cosa che crea confusione.
Generalmente la classificazione moderna delle cultivar di banana segue il sistema di Simmond e Shepherd. I nomi botanici accettati per le banana sono Musa acuminata, Musa balbisiana o Musa acuminata × balbisiana, a seconda del loro retaggio genetico.
I sinonimi riscontrabili che si riferiscono alla vecchia classificazione includono:
- Musa × sapientum L.
- Musa paradisiaca L.
- Musa × paradisiaca L.
- Musa paradisiaca L. subsp. Musa sapientum J. G. Baker
- Musa rosacea N. J. von Jacquin
- Musa violacea J. G. Baker
- Musa cliffortiana L.
- Musa dacca P. F. Horaninow
- Musa rosacea N. J. von Jacquin
- Musa × paradisiaca L. subsp. sapientum(L.) C. E. O. Kuntze
- Musa × paradisiaca var. dacca (P. F. Horaninow) J. G. Baker ex K. M. Schumann

Per una lista di cultivar classificate col nuovo sistema vedi: Cultivar di banana.
| Comparazione tra i due antenati selvatici delle banane nella tabella di Simmonds e Shepherd (1955) | Comparazione tra i due antenati selvatici delle banane nella tabella di Simmonds e Shepherd (1955) | Comparazione tra i due antenati selvatici delle banane nella tabella di Simmonds e Shepherd (1955) |
| Species                                                                                            | Musa acuminata                                                                                     | Musa balbisiana                                                                                    |
| -------------------------------------------------------------------------------------------------- | -------------------------------------------------------------------------------------------------- | -------------------------------------------------------------------------------------------------- |
| Colore dello pseudofusto                                                                           | Nero o con macchie grigio marroni                                                                  | Non macchiato o leggermente macchiato                                                              |
| Canale del picciolo                                                                                | Bordi eretti, con foglie inferiori segnate, staccate dallo pseudofusto                             | Bordi chiusi, senza foglie, addossate allo pseudofusto                                             |
| Gambi                                                                                              | Coperti di lieve peluria                                                                           | Lisci                                                                                              |
| Pedicello                                                                                          | Corto                                                                                              | Lungo                                                                                              |
| Ovum                                                                                               | Due file regolari nel loculo                                                                       | Quattro file irregolari nel loculo                                                                 |
| Gomito della brattea                                                                               | Alto (< 0,28)                                                                                      | Basso (> 0,30)                                                                                     |
| Piegatura della brattea                                                                            | La brattea si piega indietro all'apertura                                                          | La brattea si solleva senza piegarsi all'indietro all'apertura                                     |
| Forma della brattea                                                                                | A forma di lancia o d'uovo, restringendosi marcatamente dopo la piegatura                          | Ampiamente a forma d'uovo                                                                          |
| Punta della brattea                                                                                | Acuta                                                                                              | Ottusa                                                                                             |
| Colore della brattea                                                                               | Rosso scuro o giallo fuori, porpora scuro o giallo dentro                                          | Marrone porpora fuori, cremisi dentro                                                              |
| Decolorazione                                                                                      | L'interno della brattea è più chiaro verso la base                                                 | L'interno della brattea è uniforme                                                                 |
| Scarificazione della brattea                                                                       | Prominente                                                                                         | Non prominente                                                                                     |
| Tepali liberi del fiore maschile                                                                   | Corrugati                                                                                          | Raramente corrugati                                                                                |
| Colore dei fiori maschili                                                                          | Bianchi o crema                                                                                    | Rosa                                                                                               |
| Colore delle perforazioni                                                                          | Rosa                                                                                               | Biancastro                                                                                         |

Mentre le banane originarie contenevano molti semi, varietà senza semi e triploidi sono state selezionate per il consumo umano. Queste si propagano asessualmente dai polloni della pianta. Questi polloni sono chiamati follower o sucker  in commercio.
Nelle regioni tropicali questo tipo di frutto è disponibile per tutto l'anno, il che spiega il motivo per cui la quasi totalità delle banane proviene proprio da questi paesi. Nel commercio globale, la più importante varietà di banana coltivata è la Cavendish.

### Parassiti e malattie della banana
A causa della limitata diversità genetica, le banane coltivate in monocultura sono soggette a varie malattie e attacchi di parassiti come la Sigatoka Nera, e nuovi ceppi della malattia di Panama, causata dal fungo Fusarium tropical race 4 (TR4).
La propagazione vegetativa delle monoculture (essenzialmente dovuta alla mancanza di semi vitali nelle banane commercializzate) ha provocato la diffusione di malattie virali lungo le aree di coltivazione delle banane. Le malattie virali delle banane commercialmente rilevanti includono i badnavirus che sono responsabili della malattia delle righe nere o cercosporiosi. Si pensava che questa malattia derivasse dal DNA di un virus integrato nel genoma della specie Musa balbisiana, una delle specie selvatiche che ha contribuito a molte delle specie coltivate nel ventunesimo secolo. La malattia dalle righe nere della banana può presentare vari sintomi, oppure può averne pochi o addirittura nessuno sulla pianta di banana infettata se sono curate e trattate con abbondante fertilizzante. Il Banana Bunchy Top Virus (BBTV) è il virus più distruttivo in Asia e ci sono solamente due metodi per controllarlo: sradicamento delle piante infette e controllo degli afidi vettori che diffondono l'infezione.

### Valori nutrizionali
Le banane contengono circa il 75% di acqua, il 23% di carboidrati, l'1% di proteine, lo 0,3% di grassi, e il 2,6% di fibra alimentare (questi valori variano a seconda delle diverse coltivazioni di banane, del grado di maturazione e delle condizioni di crescita).
La polpa della banana, essendo ricca di provitamina A, vitamina B1, vitamina B2, vitamina C, vitamina PP, e, seppur in misura minore, di vitamina E, di sali minerali (calcio, fosforo, ferro e potassio) e di carboidrati, ha proprietà nutrienti, ri-mineralizzanti e stimolanti per la pelle. La banana contiene anche la vitamina B6, che favorisce il metabolismo delle proteine. È opinione comune che la banana sia un cibo particolarmente ricco di potassio. In realtà, il contenuto medio di potassio nella banana è di circa 350 mg per ogni 100 g di parte edibile, molto inferiore, ad esempio, ai 570 mg di una patata lessa o al forno.

#### Aspetti medici
Per la presenza di proteine allergizzanti nel frutto (Ba 1, Ba2 e Mus XP 1), la banana può dare luogo ad allergie alimentari.

### Possibile prossima estinzione
La banana Cavendish, la più coltivata e consumata in tutto il pianeta, pecca di scarsa diversità genetica che la rende estremamente vulnerabile ad aggressive malattie che potrebbero portarla all'estinzione in breve tempo. Le principali minacce attuali:
- Malattia di Panama, causata da funghi terricoli, che cancellò la varietà Gros Michel (Big Mike) negli anni cinquanta.
- Sigatoka Nera, un'altra malattia provocata da funghi che ha raggiunto le proporzioni di un'epidemia mondiale.

Una nuova variante patogena, razza tropicale 4, affligge le coltivazioni di Cavendish nel Sud-est asiatico ed è per questo alla radice dei problemi riguardanti i commerci di esportazione. La diffusione della razza tropicale 4 in America potrebbe avvenire se gli insetti cosiddetti succhiatori di banane infette vi sbarcassero oppure se del terreno infestato fosse trasportato dall'Asia; entrambe le cose sono strettamente proibite sia nei paesi produttori sia in quelli esportatori.
La varietà Gros Michel (Big Mike) è stata una delle prime a essere coltivata massicciamente. Come già detto, fu cancellata dalla malattia di Panama negli anni cinquanta. La Gros Michel era molto adatta a essere esportata nei paesi extra tropicali. Maggiore cura è richiesta per il trasporto della Cavendish.

## Storia

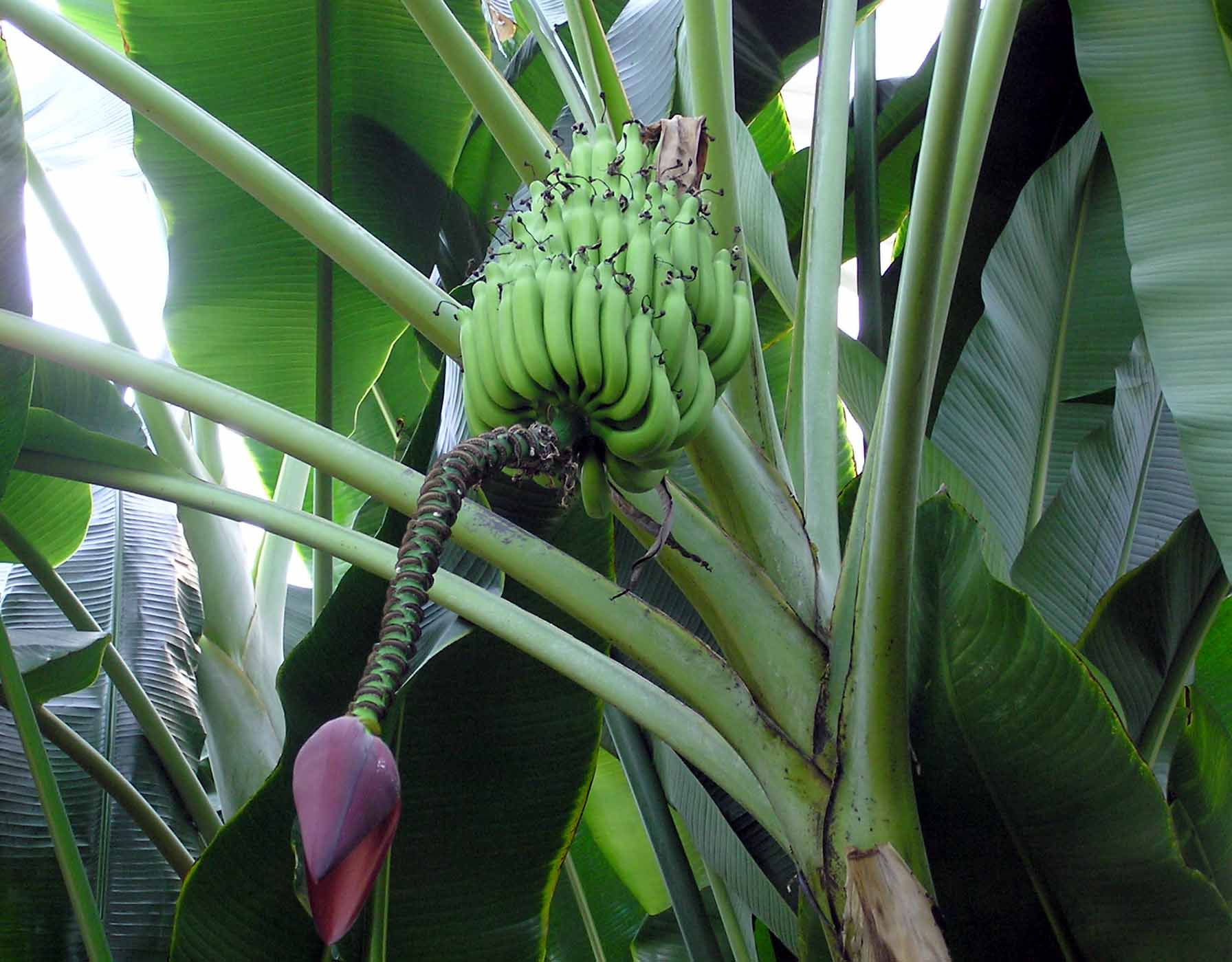
Banano nei Giardini di Kew, Londra

La diffusione del banano avvenne nel Sud-est asiatico in epoca preistorica. Ancora nei primi anni 2000 si trovano molte specie di banane selvatiche in Nuova Guinea, Malaysia, Indonesia e Filippine.
Recenti prove archeologiche e paleoambientali nelle paludi del Kuk, nella Provincia degli Altopiani Occidentali della Papua Nuova Guinea suggeriscono che la coltivazione della banana risalga almeno al 5000 a.C. e forse anche all'8000 a.C. Ciò farebbe degli altopiani della Nuova Guinea il luogo in cui il banano fu domesticato. È probabile che altre specie di banani selvatici siano stati domesticati successivamente in altre zone dell'Asia sud-orientale.
La prima menzione della banana nella storia scritta si trova in testi buddhisti del 600 a.C. Alessandro Magno scoprì il sapore della banana nelle valli dell'India nel 327 a.C. L'esistenza di una coltivazione organizzata di banane è stata riscontrata in Cina almeno dal 200 d.C. Nel 650, i conquistatori islamici portarono la banana fino alla Palestina. I mercanti arabi diffusero poi le banane in quasi tutta l'Africa.
Nel 1502, i coloni portoghesi introdussero le prime piantagioni di banane nei Caraibi e in America centrale.

## Utilizzi
Oltre ai frutti, nella cucina indiana del Bengala e del Kerala si usano i fiori del banano, crudi o cotti. Negli stessi paesi e anche in Birmania si usa pure il cuore tenero del tronco del banano.
Un altro modo per consumare il frutto è l'essiccazione. Le banane essiccate hanno un colore marrone scuro e un sapore tipico e intenso.
Le banane sono state anche usate per produrre marmellate, mentre, al contrario di altri frutti, le banane sono state usate solo di recente per preparare succhi e spremute, Infatti, malgrado l'85% di contenuto d'acqua, è stato storicamente difficile estrarre il succo dal frutto perché, quando pressata, la banana diventa semplicemente polpa. Nel 2004, scienziati del "Bhabha Atomic Research Centre" (BARC, in India), hanno brevettato una tecnica per estrarre il succo sottoponendo la polpa di banana in un recipiente a una reazione che impiega da 4 a 24 ore.
In Ruanda, Burundi, Uganda, Tanzania e Repubblica Democratica del Congo si usa far fermentare le banane per ottenere una bevanda alcolica, detta kasiksi.
Le foglie di banana, grandi, flessibili e impermeabili, sono usate come ombrelli e per avvolgere cibi.
La superficie interna della buccia di banana, infine, può essere strofinata sull'irritazione provocata dall'edera del Canada per attenuarne i sintomi. Inoltre, la pelle della banana è stata utilizzata come medicinale per il trattamento della psoriasi. È possibile inoltre usare la buccia di banana come lucido per scarpe ecologico.

## Commercio
Le banane sono tra i frutti più consumati al mondo. Tuttavia, i coltivatori di banane ricavano esigui guadagni. Per questa ragione le banane sono disponibili come articoli del commercio equo in alcuni Stati. La banana ha una storia commerciale che incomincia con la fondazione della United Fruit Company alla fine del XIX secolo. Per gran parte del XX secolo, le banane e il caffè hanno dominato le esportazioni dell'America centrale. Negli anni trenta, le banane e il caffè hanno contribuito per il 75% al volume delle esportazioni regionali. Più tardi, nel 1960, i due raccolti hanno realizzato il 67% delle esportazioni della regione. Sebbene i due prodotti crescano nelle stesse regioni, non hanno la tendenza a disturbare il mercato a vicenda. La United Fruit Company basava i suoi affari quasi interamente sul commercio di banane, visto che il commercio di caffè era troppo difficile da controllare. Il termine banana republic è stato largamente utilizzato per i paesi della regione centro americana, ma in senso strettamente economico è applicabile solo a Costa Rica, Honduras e Panama, che sono state effettivamente repubbliche delle banane, ossia paesi la cui economia è guidata dal commercio delle banane.

### Problemi etici relativi al consumo di banane
Nel 2019 Greenpeace ha pubblicato un "Eco Menù" composto da 10 consigli per nutrirsi senza impattare troppo sul pianeta. Al punto 7 si consiglia di evitare il consumo di banane, assieme ad avocado, ananas e quinoa in quanto coltivati in modo insostenibile a discapito di foreste e diritti umani. Queste pratiche relative alla coltivazione di banane sono state messe in evidenza da una puntata del programma "Indovina chi viene a cena" su Rai 3 dove, tra l'altro, si evidenziava anche il massiccio uso di pesticidi sia in fase di coltivazione sia prima del trasporto. Si raccomandava pertanto di lavare la buccia del frutto prima di maneggiarlo.

### Dati statistici
| Principali nazioni produttrici di banane – 2022 (in milioni di tonnellate) | Principali nazioni produttrici di banane – 2022 (in milioni di tonnellate) |
| -------------------------------------------------------------------------- | -------------------------------------------------------------------------- |
| India                                                                      | 34,5                                                                       |
| Cina                                                                       | 11,8                                                                       |
| Uganda                                                                     | 10,4                                                                       |
| Indonesia                                                                  | 9,2                                                                        |
| Filippine                                                                  | 9,0                                                                        |
| Nigeria                                                                    | 8,0                                                                        |
| Ecuador                                                                    | 6,9                                                                        |
| Brasile                                                                    | 6,9                                                                        |
| RD del Congo                                                               | 5,7                                                                        |
| Camerun                                                                    | 5,5                                                                        |
| Colombia                                                                   | 5,0                                                                        |
| Guatemala                                                                  | 5,0                                                                        |
| Ghana                                                                      | 4,9                                                                        |
| Angola                                                                     | 4,6                                                                        |
| Tanzania                                                                   | 4,1                                                                        |
| Ruanda                                                                     | 3,1                                                                        |
| Costa Rica                                                                 | 2,6                                                                        |
| Costa d'Avorio                                                             | 2,6                                                                        |
| Messico                                                                    | 2,6                                                                        |
| Rep. Dominicana                                                            | 2,5                                                                        |
| Vietnam                                                                    | 2,5                                                                        |
| Perù                                                                       | 2,4                                                                        |
| Totale mondiale                                                            | 179,3                                                                      |
| Fonte: FAOSTAT                                                             |                                                                            |

Nel 2002, sono stati raccolti oltre 68 milioni di tonnellate di banane, di cui 12 milioni di tonnellate sono stati commercializzati nel mondo. Nel 2005 il raccolto è stato di oltre 72 milioni di tonnellate, mentre nel 2014 ha superato la soglia dei 100 milioni, attestandosi a oltre 107 milioni di tonnellate.
In base ai dati della FAO relativi alla media del periodo 2000 – 2004, il maggior produttore mondiale di banane è l'India (circa il 23% della produzione mondiale); Brasile, Ecuador, Cina e Filippine producono ciascuno l'8 – 9% della produzione mondiale.
Il commercio mondiale è però dominato (come paesi esportatori) dall'Ecuador (quasi il 30% del totale delle esportazioni), seguito da Costa Rica, Filippine e Colombia. In totale questi quattro paesi alimentano circa i 2/3 del totale mondiale delle esportazioni di banane.
I più grandi paesi importatori sono gli Stati Uniti e l'Unione europea; quest'ultima, secondo i dati FAO del periodo 1999 – 2003, assorbe il 34% del totale mondiale delle importazioni di banane.
I paesi latino-americani servono principalmente il mercato nordamericano ed europeo, mentre le Filippine sono il principale fornitore del Giappone.

## Cultura
La rappresentazione di una persona che scivola su una buccia di banana è stata la materia prima della commedia per generazioni, specie di quella slapstick. In realtà è stato ampiamente dimostrato che la buccia di banana non è particolarmente sdrucciolevole, soprattutto grazie a una ricerca effettuata nel 2011 da alcuni scienziati giapponesi che valse loro il Premio Ig Nobel per la fisica nel 2014.
Le banane sono usate anche in senso umoristico come simbolo fallico (una metafora per il pene umano data la somiglianza in forma e dimensione).

### Leggende metropolitane
Negli anni quaranta e cinquanta, una leggenda metropolitana narrava di tarantole nascoste tra i caschi di banana; un riferimento è presente anche nella canzone Day-O (Banana Boat Song), canto popolare giamaicano, in cui si parla della presenza della mortale tarantola nascosta nelle banane (Hide the deadly black tarantula). In realtà le tarantole non si nascondono tra le banane, ma esemplari del genere Phoneutria hanno questa abitudine; questi ragni autoctoni delle esotiche zone dell'America centrale e meridionale sono molto velenosi e altamente aggressivi.
Un'altra leggenda metropolitana attribuisce proprietà allucinogene a un'ipotetica sostanza chimica, chiamata bananadina, che si otterrebbe essiccando le bucce di banana e si assumerebbe tramite il fumo. Diversamente da tante leggende metropolitane, l'origine di quest'ultima è stata tracciata. Risale a un articolo in un giornale studentesco, il Berkeley Barb, del marzo 1967, ispirato alla storia del cantante Country Joe McDonald. Questa storia è stata portata all'attenzione dell'opinione pubblica più tardi, negli anni ottanta, quando un gruppo punk satirico, The Dead Milkmen, pubblicò una canzone riguardante gli effetti della buccia di banana da fumare. Perfino la FDA aprì un'inchiesta.

### Razzismo
Negli Stati Uniti d'America banana è un termine dispregiativo per indicare una persona di origini asiatiche che ha assimilato interamente la cultura statunitense e non conosce affatto la cultura cinese o quella di altre nazioni dell'Asia meridionale e orientale di cui è originario. Il riferimento implicito alla banana è dovuto alla somiglianza dei due soggetti: "giallo fuori, bianco dentro".
In diversi contesti sportivi, il lancio di una banana viene effettuato come gesto provocatorio e razzista nei confronti dei giocatori avversari, in particolare quelli di origine africana.